# 人生ゲームハイ&ロー
『人生ゲームハイ&ロー』（じんせいゲームハイアンドロー）は、1979年10月1日から1982年9月27日までTBS系列で毎週月曜 19:30 - 20:00 (JST) に放送されていた視聴者参加型クイズ&ゲーム番組である。司会は愛川欽也。

## シリーズの変遷
- 人生ゲームハイ&ロー（1979年10月1日 - 1982年9月27日）
- 社長ゲームハイ&ロー（しゃちょうゲームハイアンドロー。1982年10月3日 - 1983年3月27日）
- 貴女も社長ハイ&ロー（あなたもしゃちょうハイアンドロー。1984年10月1日 - 1985年3月29日）
- 社長かヒラか!ハイ&ロー（しゃちょうかひらか!ハイアンドロー。1985年4月1日 - 1985年7月19日）

## 概要
『コメットさん』などのシリーズで長年親しまれたブラザー工業一社提供番組だったテレビドラマ枠『ブラザー劇場』の後継番組として、引き続きブラザーの一社提供番組による『ブラザーファミリーアワー』の最初のシリーズとして番組がスタートした。
3組の出場者が、サラリーマンの人生に見立てた出世双六でゴール(社長)を競うという内容。最高視聴率は28.5%(関東地区)を記録する人気番組であった。
放送開始から3年の1982年9月27日放送分をもって『人生ゲーム』としての放送は終了。日本テレビが当番組と同時間帯に立ち上げた新番組『おもしろ博士クイズ』(1982年11月8日開始)において、当番組の司会であった愛川を司会に起用したためである。
『人生ゲーム』終了の6日後には、放送時間・司会者を変更し『社長ゲーム』として再スタート。しかし6ヶ月で終了し、ハイ&ローシリーズは一旦終了する。
『社長ゲーム』終了の1年6ヶ月後に、今度は平日正午の帯番組として復活。しかし『貴女も社長』は6ヶ月で、司会者変更などのリニューアルを行った『社長かヒラか』はシリーズ最短の3ヶ月半で終了。これにより、中断期間を含めて放送された『ハイ&ローシリーズ』は5年9か月の歴史に幕を降ろした。

## 出演者
- 人生ゲームハイ&ロー
  - 司会：愛川欽也
  - 出題：大野香菜（2代目出題者、1981年4月 - 1982年9月27日）
- 社長ゲーム ハイ&ロー
  - 司会：小島一慶
  - 出題：大野香菜
- 貴女も社長 ハイ&ロー
  - 司会：玉置宏
  - 出題：大島智子
  - パートナー：岡村菁太郎、東京丸、南雲佑介
  - スペードガール：内藤はるみ
  - ナレーター：伊達けん
- 社長かヒラか! ハイ&ロー
  - 司会：湯原昌幸
  - 出題：大島智子
  - パートナー：岡村菁太郎、東京丸、南雲佑介 → 南雲佑介、五代高之、星ルイス
  - スペードガール：内藤はるみ
  - ナレーター：伊達けん

- 双六盤の左右には女性アシスタントが座っていて、『キンキンマーク』(後述)への差し替えなどを担当した。アシスタントの座席は、上方層のマスを変えるためにリフト式となっていた。

## ルール

### 双六ゲーム

#### 基本ルール
- 全56マスの双六盤を使用。双六盤はサラリーマンの出世に見立てており、マスの進行によってランク分けされている。コマが進むにつれて昇格するという設定である。
  - 0(振り出し)-15マス：社員(『社長かヒラか』では「ヒラ」)
  - 16-25マス：係長
  - 26-35マス：課長
  - 36-45マス：部長
  - 46-55マス：重役
  - 56マス(ゴール)：社長
- 双六で進むマスの数は、通常の双六はサイコロで決定するが、当番組ではトランプ(ジョーカーを除いた52枚)を使用。出場3チームが順番にトランプを1枚めくり[2]、出たカードの数(A=1、2-10=それぞれの数字、J=11、Q=12、K=13)だけコマを進める。ゴールの社長マスは、トランプの数がオーバーしても戻されることなく社長達成となる。
- すべてのマスには「ダイヤ」「ハート」「クラブ」「スペード」の4種類のマークのうち1種類が描かれており、マークごとに異なるイベントが発生する。イベントの内容は各マスごとの「指示カード」に書かれており、司会が読み上げる。
- 誰かが1度止まったマスには「キンキンマーク(『社長ゲーム』以降は名称が異なる。後述)」が置かれ、再び誰かが止まった場合は、キンキンマークのイベントが発生する(当該マスの指示カードが使用済みであるため)。
- ゲーム開始時点で、賞金として「初任給」が与えられる。『人生ゲーム』『社長ゲーム』では5万円、『貴女も社長』『社長かヒラか』では2万円。
- 役職ランクが上がった際には、賞金として「昇格金」が与えられる。昇格金は係長1万円、課長2万円、部長3万円、重役5万円(『貴女も社長』『社長かヒラか』では4万円)。社長達成時は10万円(『人生ゲーム』初期はなかった。『貴女も社長』『社長かヒラか』では5万円)。なお、下記の降格になった際にも昇格金が奪われることはなく、再びランクが上がった際にはその昇格金がもう一度貰える。
- 「ダイヤ」「ハート」のイベントでは、賞金から指定の金額(通常は賞品の10%程度、自動車や新型・大型家電など高額賞品は20-30%)を支払ってゲームに挑戦する。もし指定金額が足りない場合は、獲得賞品のうち1品を担保に借金[3]をし、ゲーム終了時に清算する(賞金で返済できる場合は賞金が減額され担保賞品を戻される。賞金で返済できない場合は担保賞品が没収される)。借金は1回のみで、再度指定金額が足りなくなった場合は「破産」となり失格(ゲーム終了)となる。
- 各チームが7巡(『貴女も社長』『社長かヒラか』では8巡)した時点でゲーム終了。最初に社長になったチーム、社長がいない場合は最も社長に近いマスまで進んだ1チームが「ボーナスゲーム」に挑戦できる。
- 『人生ゲーム』前期は、社長が誕生した時点でゲームを打ち切っていたが、後期からは社長が誕生しても、残りのチームが7巡するまでゲームを続けた。そのため、1回の放送で社長が2チームないし全チーム誕生することも稀に有った。
- 3チームのうち2チームが失格(ゲーム終了)となった場合は、残った1チームが無条件で社長となる。

#### マスの説明
各マークに最初に止まった場合は内容が字幕で表示されるが、2回目以降は表示されない。
- ダイヤ:財産作りのコーナー
  - 指定の金額を払い、ハイ&ローボックスに挑戦。
  - ハイ&ローボックスは上下2段の赤いボックスで、一方は豪華賞品(支払金額より高い品物)、もう一方はハズレ賞品(支払金額より安い品物)が隠されている。出場者は上か下か、どちらのボックスを開けるかを選択し、開けたボックスの賞品を獲得できる。司会の「上か下か？」コールは当番組の名物となっている。
  - 『人生ゲーム』『社長ゲーム』はハズレ賞品も金額計算に含まれていたが、『貴女も社長』『社長かヒラか』は金額計算に含めなかった。

- ハート:御家族のコーナー
  - 『人生ゲーム』初期はダイヤと同様、指定の金額を払ってハイ&ローボックスに挑戦。ハートは装飾品や趣味の道具、ダイヤは家電製品や家具などと区分けされていた。
  - 『人生ゲーム』の途中からハイ&ロークイズに変更された。指定の金額を払ってクイズに挑戦する。クイズはすべて「○○は、××（大体の場合、数値が入る）より、上か下か?」という形式で出題される。正解すれば賞品獲得、不正解の場合は何もなし。『貴女も社長』初期(男女ペアで参加時)は男性側がクイズに解答する。『貴女も社長』でパートナー制が採用された以降は、パートナーがクイズに解答する。
- ゴールデンハート(『社長かヒラか』より登場)
  - 最高級の目玉賞品が置かれている。
- クラブ:昇格クイズ
  - クイズに挑戦。正解すると「昇格」となり、上級ランクの1マス目にコマが進む。不正解の場合はそのまま。クイズ形式はハートと同様だが、末期は3択クイズに変更された。
  - 社員・係長・部長クラスに必ず1マスある(たいてい10・20・40番マス前後にある)。重役クラスには当初なかったが、『社長かヒラか』の途中より設定され、重役でクイズに正解すると社長となる。
- ゴールデンクラブ:二階級特進クイズ
  - 課長の30か31番マスにある、バックが金色のクラブ。『人生ゲーム』初期には部長の43番マスあたりにもあった。
  - 通常のクラブと同様にクイズに挑戦し、正解すると一気に2階級昇格、重役(46番マス)になる。部長マスのゴールデンクラブで正解した場合はもちろん即社長。
- スペード:不運のコーナー
  - 出世争い(ゲーム展開)で不利になるペナルティや、財産(獲得賞金・賞品)を没収されるペナルティが1つか2つ課せられる。ランクが上がるほどペナルティは厳しくなる。主なペナルティは下記のとおり。
    - 降格:社員の場合は振り出し、係長の場合は下級ランクの最終マスに戻る。部長・重役では「2段階降格(2ランク下の最終マスに戻る)」もある。
    - 1回休み:双六ゲームを1回休む。
    - 定年退職:『人生ゲーム』『社長ゲーム』の45番マス(部長の最終マス)。全財産を持って失格となる。
    - 退職:『人生ゲーム』『社長ゲーム』の55番マス(重役の最終マス、社長の1マス前)。全財産を没収され失格となる。
    - 所持金没収:賞金を没収される。社員は5,000円、係長以上は半額、重役は全額の場合もある。
    - 獲得賞品没収:賞品を没収される。通常は1-2品(所持している賞品のうち最も高価なもの)、重役は全品の場合もある。獲得賞品がない場合はペナルティを受けなくても済む｡『貴女も社長』『社長かヒラか』ではスペードガールが賞品を没収し(定年・倒産等で賞品没収が多数の時は女性アシスタントが手伝う場合がある)、そのうち1品が視聴者にハガキ応募でプレゼントされる。
    - 1曲歌う:『社長かヒラか』において、ヒラのスペードに設定。出場者の得意な唄を唄えばペナルティを償ったことになる。ただし、童謡は不可。

  - 『人生ゲーム』『社長ゲーム』では、無条件にペナルティを受けなければならなかった。
  - 『貴女も社長』の途中からと『社長かヒラか』では、2種類のペナルティが宣告された後、「お助けクイズ」が出題される。チームの2人に同じクイズを出題し、2人が別々に解答。2人とも正解すればペナルティ免除、1人だけ正解すればいずれか1つのペナルティを選択（獲得賞品がない場合、片方のペナルティが賞品没収である場合はそちらの方を選び、実質免除で終わらせることも可能）、2人とも不正解であれば両方のペナルティを受ける。
    - 『貴女も社長』の当初はお助けクイズは無く、スペードのマスに止まるとスペードガールがペナルティの内容が書かれたカードが複数入ったバスケット(社員・係長・課長は銀色、部長・重役は金色)を持ってそのチームの席まで行ってカードを引かせて、スペードガールがカードに書かれているペナルティを読み上げ、ペナルティが課される(何もペナルティ無しというカードを引く場合もある)。 お助けクイズ導入以降はスペードのマスに止まった時点で、マスごとに予め決まっているペナルティの内容が司会者から口頭で告げられるようになった。

  - 各ランクの最終マス(15・25・35・45・55番マス)には必ずあった(このうち45・55番マスは『貴女も社長』『社長かヒラか』では後述の「シルバースペード」に変更)。この他に、社員の4-13番のうち2マス、係長の17・18・19番のうち1マスと23番マス、課長の27・28・29番のうち1マスと31・33番のうち1マス[4]、部長の38・39・40番のうち1マスと41・43番のうち1マス、重役の47・49番のうち1マスと51・53番マスにある。
- シルバースペード(『貴女も社長』より登場)
  - 45番マス(部長の最終マス)、55番マス(重役の最終マス、社長の1マス前)にある、バックが銀色のスペード。『人生ゲーム』『社長ゲーム』では通常のスペード(黒色)であった。ペナルティは従来のものを踏襲しながらも、特に厳しい内容へ変わった。
  - 45番マスは「定年」または「再就職」（全財産没収後、所持金2万円で社員(ヒラ)から再スタート）。但し、通常のスペードと同様に「お助けクイズ」が出題されて、2人とも正解すればペナルティ免除、1人だけ正解すれば全財産没収のみでゲーム続行となった。
  - 55番マスは『貴女も社長』では「倒産」、『社長かヒラか』では「クビ」。従来の「退職」や「破産」と同じく、全財産を没収され失格。但し、通常のスペードと同様に「お助けクイズ」が出題されて、2人とも正解すればペナルティ免除、1人だけ正解すればその時点での獲得賞品没収・賞金（再建資金）のみ持ち帰りでゲーム終了となった。
- キンキンマーク(『社長ゲーム』『貴女も社長』では「ジョーカーマーク」、『社長かヒラか』では『エンジェルマーク』)
  - 他の出場者から1組を指名してを5マス後退させ、さらに他の出場者が持つ好きな賞品1つ(スペードガール登場後は、スペードガールに没収された賞品も対象)を奪うことができる。その時はBGMに「天国と地獄」が流れていて出場者が「〇〇を頂きます」と言ってパネルを奪うという演出をしていた。

### ボーナスゲーム
- 双六ゲームで使用されなかった残りのトランプで数当てゲームを行い、結果に応じて賞金を獲得できる。
- まず、基準となるカードを1枚開ける。次に別のカードを1枚指定し、そのカードの数字が前のカードの数字より上(大きい)か下(小さい)かを予想する。予想が当たれば次のカードを指定し、同様に上か下か予想する。規定回数成功するか、予想が外れるまで続ける。
- 規定回数は『人生ゲーム』前期では6回、『人生ゲーム』後期以降は5回である。
- 数字の大小はポーカーと同じで、A(最大),K,Q,J,10,…4,3,2(最小)となる。また、同じ数字が出た場合は「上」となる。
- 最初に開く基準カードは、数字を見てから1回だけ別のカードに開け直すことができる。
- 賞金額テーブルは双六ゲーム終了時のランクによって課長コース～社長コースに分かれており、上位ランクほど高額となる。いずれのコースも成功回数が増えるほど賞金額が上がり、規定回数成功で最高額となる(『人生ゲーム』『社長ゲーム』での社長コースは100万円(重役：50万円、部長：40万円、課長：30万円)、『貴女も社長』『社長かヒラか』での社長コースは50万円(重役：30万円、部長：20万円、課長：10万円))。失敗した場合は、その時点の賞金の半額を獲得。
- ゲームが終了したら全てのカードが表向きになる。

### 出場者
- 『人生ゲーム』『社長ゲーム』は、3人1組の家族が3チーム出場。
- 『貴女も社長』前期は、男女ペアが3チーム出場。
- 『貴女も社長』後期および『社長かヒラか』は、女性が3名出場。各出場者は「パートナー」と呼ばれる男性レギュラー3名のうち1名を指名し、ペアを組む。複数の出場者が同じパートナーを指名した場合、双六・ボーナスゲームで使用するトランプを1枚ずつ引き、数の大きい者が希望のパートナーと、数の小さい者が残ったパートナーとペアを組む。数字の大小はボーナスゲームと同じく、Aが最大、2が最小となる。同じ数字の場合は引き直しとなる。稀に3名とも同じパートナーを指名することがあり、この場合は最も大きい数字を引いた者が希望のパートナーと、2番目に大きい数字を引いた者が第2希望のパートナーを指名できる。
  - パートナーの成績は後期には南雲が突出する傾向があり（岡村・京丸・五代・ルイスはほぼ互角の成績であった）、末期は指名者が競合するのは殆ど南雲であった。

## ボードゲーム
- タカラ（現・タカラトミー）から「人生ゲームハイ&ロー・ゲーム」という名前で、1980年に発売。タカラの「人生ゲーム」のバリエーションという位置づけで、ゲームで使用する紙幣は米ドルを基にした「人生ゲーム」用の紙幣を流用。

## コンピュータゲーム
- タカラ（現・タカラトミー）から『人生ゲーム「ハイ＆ロー」』という名前で、PC-8801以降用、およびPC-6001mkIIに1983年に発売。

## 番組内の演出
- 『人生ゲーム』のオープニングでは「ブラザーファミリーアワー」のタイトルコールに続いて番組テーマ曲(初代：たかしまあきひこ作曲)が流れ始め、ほどなくしたところで「人生ゲームハイ&ロー」のタイトルコールと同時に番組ロゴが現われた。番組テーマ曲が終わると「あなたの人生に幸運のカードを贈る、ラッキーディーラー、愛川欽也」という女性アナウンス(同時に画面上部中央には通算放送回数が表示された)とともにスタジオが明るくなり、画面右側から愛川が出てくるという演出だった。このあと愛川の「お待っとさんでした!月曜の夜7時半が豪華にリッチにやってまいりました!」という挨拶から番組が始まった。
- 『貴女も社長』のオープニングでは玉置による「貴女も社長ハイ&ロー」のタイトルコールに続いて番組テーマ曲(2代目：筒井広志作曲)が流れ始め、番組ロゴが現われた。ほどなくしたところで玉置の挨拶から番組が始まった。
- 『社長かヒラか』のオープニングでも、引き続き『貴女も社長』と同じ2代目の番組テーマ曲が使われていた。
- 賞品に人気の高そうなものがあると、賞品紹介の際に愛川が「ほらあるじゃないですか！」と発言するのが口癖だった。
- キンキンマーク・ジョーカーマーク・エンジェルマークには、当時の司会者の似顔絵が描かれた。『人生ゲーム』においてキンキンマークを紹介する際、愛川が「うちの女房(うつみ宮土理)が描いたんですよ!」と発言した。
- ハイ&ローボックスでは、司会による「ハイ&ローボックス、上か?下か?」という台詞があり、それに対して挑戦者が「上!!」または「下!!」とコールした。このとき客席からも口々に「上！」「下！」のコールが怒涛のように響くのがお約束だった（ハイ&ロークイズでも同様）。ハズレ賞品が出た場合はもう一方のボックスを開けるが、豪華賞品が出た場合はもう一方のボックスを開けない(司会が口頭で中身を紹介することはあった)。また、ハズレ賞品はボックス内の赤い内装をバックに、賞品の現物と値段が書かれた楕円形のボードだったが、逆に豪華賞品は単に写真パネルで紹介するだけだった。『貴女も社長』『社長かヒラか』では、ハズレ賞品は各週毎にテーマが設けられ、それに基づいた賞品が日替わりで設定されていた(割り箸、お菓子、文具、栗、ぶどうなど)。
- スペードの指示を読む際の言い回しは、司会によりかなり異なる。『人生ゲーム』の愛川は「突然ですが!」と前置きし、「あなたは責任を取らされ○○に格下げ!!、さらに減俸で持ち金半額!!」と読み上げた(これはあくまで軽微なペナルティに限る)。また、コマを戻される際のSE(全シリーズ共通)が流れるたび、愛川は「嫌な音ですね」と言っていた。『貴女も社長』の玉置は「○ランク格下げ、さらに○○（賞品または賞金）没収の指示です」と、『社長かヒラか』の湯原は「○○(役職)に格下げ、さらに○○(賞品または賞金)没収の罰です」と読み上げた。
- スペードに止まると萎れたBGMが流れ、逆にキンキンマーク・ジョーカーマーク・エンジェルマークに止まると明るいBGM、ゴールデンクラブに止まると迫力あるBGMが流れる。
- 湯原の発言は特にシルバースペードに関わる名台詞が多く、1マス手前に止まった際、「おっと危ない、シルバースペードの一歩手前です」という発言が、シルバースペードに止まってしまったら「な、何とシルバースペードに止まってしまいました」などの台詞が多く発言された。他にもゴールデンハートでパートナーがクイズに誤答して賞品を取り損なった際には、「○○は夢と消えました」という台詞があった。
- シルバースペードに止まると、『貴女も社長』では一旦スタジオの照明が消え、『社長かヒラか』では各席に置かれている回転灯が点灯し、解答用のボードもシルバースペード専用の赤フレーム（普通のスペードは青フレーム）が用意されるという演出があった。失格となった場合、司会者が「○○さんのランプが静かに消えていきます」と言った後、専用のもの悲しそうなジングルが鳴るとともに当該プレイヤーのコマを表すランプが数秒間点滅した後消灯する。
- ボーナスゲームにおけるパーフェクト達成時は、途中でワイプ映像が登場し、「○○さん一家、○○万円獲得!!」という巨大なテロップが表示され、迫力あるファンファーレも流れる。
- 『社長かヒラか』末期のボーナスゲームでは、階段形の電照式の筐体が用意され、段階毎に未挑戦は白、挑戦中は赤、クリアは緑のランプが点灯した。
- 『貴女も社長』以降は、解答席にピコピコハンマーが置かれていた。パートナーがゴールデンハートのマスのクイズに不正解だった場合、他のチームのパートナーにハンマーで叩かれることがよくあった｡他にも、賞品没収のペナルティ時に獲得賞品が全くなかった場合にスペードガールから叩かれる場合がたまにあった。
- 『人生ゲーム』では、愛川の「人生何が起きるかわからない!!」のセリフもよく出た。
- 『人生ゲーム』ではトランプをめくるときや昇格時のアタック音や賞品紹介時のBGMや失格時のジングルはスポンサーであるブラザーの電子オルガンを使用していた。

## ネット局
系列は放送当時のもの。
| 放送対象地域           | 放送局         | 系列                          | ネット形態 | 備考                                                                             |
| ---------------------- | -------------- | ----------------------------- | ---------- | -------------------------------------------------------------------------------- |
| 関東広域圏             | 東京放送       | TBS系列                       | 製作局     | 現・TBSテレビ                                                                    |
| 北海道                 | 北海道放送     | TBS系列                       | 同時ネット |                                                                                  |
| 青森県                 | 青森テレビ     | TBS系列                       | 同時ネット |                                                                                  |
| 岩手県                 | 岩手放送       | TBS系列                       | 同時ネット | 現・IBC岩手放送                                                                  |
| 宮城県                 | 東北放送       | TBS系列                       | 同時ネット |                                                                                  |
| 秋田県                 | 秋田放送       | 日本テレビ系列                | 遅れネット | 『社長ゲーム』まで                                                               |
| 山形県                 | 山形放送       | 日本テレビ系列 テレビ朝日系列 | 遅れネット | 『社長ゲーム』まで                                                               |
| 福島県                 | 福島テレビ     | TBS系列 フジテレビ系列        | 同時ネット | 『社長ゲーム』まで                                                               |
| 福島県                 | テレビユー福島 | TBS系列                       | 同時ネット | 『貴女も社長』以降                                                               |
| 山梨県                 | テレビ山梨     | TBS系列                       | 同時ネット |                                                                                  |
| 長野県                 | 信越放送       | TBS系列                       | 同時ネット |                                                                                  |
| 新潟県                 | 新潟放送       | TBS系列                       | 同時ネット |                                                                                  |
| 静岡県                 | 静岡放送       | TBS系列                       | 同時ネット |                                                                                  |
| 中京広域圏             | 中部日本放送   | TBS系列                       | 同時ネット | 現・CBCテレビ                                                                    |
| 富山県                 | 北日本放送     | 日本テレビ系列                | 遅れネット | 『人生ゲーム』のみ 1979年10月13日から1982年10月2日まで土曜 17:30 - 18:00にて放送 |
| 石川県                 | 北陸放送       | TBS系列                       | 同時ネット |                                                                                  |
| 福井県                 | 福井放送       | 日本テレビ系列                | 同時ネット | 『人生ゲーム』のみ                                                               |
| 近畿広域圏             | 毎日放送       | TBS系列                       | 同時ネット |                                                                                  |
| 岡山県 ↓ 岡山県 香川県 | 山陽放送       | TBS系列                       | 同時ネット | 現・RSK山陽放送 『社長ゲーム』までの放送エリアは岡山県のみ                       |
| 鳥取県 島根県          | 山陰放送       | TBS系列                       | 同時ネット |                                                                                  |
| 広島県                 | 中国放送       | TBS系列                       | 同時ネット |                                                                                  |
| 山口県                 | テレビ山口     | TBS系列 フジテレビ系列        | 同時ネット |                                                                                  |
| 徳島県                 | 四国放送       | 日本テレビ系列                | 同時ネット | 『人生ゲーム』のみ                                                               |
| 愛媛県                 | 南海放送       | 日本テレビ系列                | 同時ネット | 『人生ゲーム』のみ                                                               |
| 高知県                 | テレビ高知     | TBS系列                       | 同時ネット |                                                                                  |
| 福岡県                 | RKB毎日放送    | TBS系列                       | 同時ネット |                                                                                  |
| 長崎県                 | 長崎放送       | TBS系列                       | 同時ネット |                                                                                  |
| 熊本県                 | 熊本放送       | TBS系列                       | 同時ネット |                                                                                  |
| 大分県                 | 大分放送       | TBS系列                       | 同時ネット |                                                                                  |
| 宮崎県                 | 宮崎放送       | TBS系列                       | 同時ネット |                                                                                  |
| 鹿児島県               | 南日本放送     | TBS系列                       | 同時ネット |                                                                                  |
| 沖縄県                 | 琉球放送       | TBS系列                       | 同時ネット |                                                                                  |

なお『社長ゲーム』はローカル枠のため、放送されていない一部系列局もあった。

## スポンサー
当初は『ブラザーファミリーアワー』としてブラザー単独のスポンサーであったが、放送時間・タイトル変更とともにスポンサーから撤退し、複数社スポンサーになった。ただし『ブラザーファミリーアワー』自体は継続し、『人生ゲーム』の後番組『クイズ天国と地獄』にてスポンサーを務めた。

## 備考
1. ↑  クイズ・ゲーム高世帯視聴率番組(ビデオリサーチ)
2. ↑  1-52番の番号が書かれた裏返しのトランプがあり、出場者が番号を指定することでトランプがめくられる。
3. ↑  ゲーム内で担保賞品が流動する(スペードやキンキンマークなどで担保クリップを残して賞品を取られることがある)ため、実際には担保というより信用貸しに近い。
4. ↑  ゴールデンクラブが30番の時はスペードは31番に、31番の場合はスペードは33番に設定される
5. 1 2 3  『北國新聞』1979年10月1日付朝刊、テレビ欄。
6. ↑  『富山新聞』1979年10月13日 - 1982年10月2日付朝刊、テレビ欄。
7. ↑  しかしこちらも1984年3月末に同社は降板し（同時に『ファミリーアワー』枠は消滅）、同年4月より複数社スポンサー番組となった。

| TBS系列 月曜19:30枠 【当番組よりブラザーファミリーアワー】 | TBS系列 月曜19:30枠 【当番組よりブラザーファミリーアワー】              | TBS系列 月曜19:30枠 【当番組よりブラザーファミリーアワー】 |
| 前番組                                                     | 番組名                                                                  | 次番組                                                     |
| ---------------------------------------------------------- | ----------------------------------------------------------------------- | ---------------------------------------------------------- |
| コメットさん （大場久美子版） ※ここまで『ブラザー劇場』    | 人生ゲームハイ&ロー （1979年10月 - 1982年9月）                          | クイズ天国と地獄                                           |
| TBS系列 日曜14:30枠                                        |                                                                         |                                                            |
| 加世子の仔猫の館 ※土曜23:35へ移動                          | 社長ゲームハイ&ロー （1982年10月 - 1983年3月）                          | ローカル枠 TBSでは単発枠（14:30 - 16:00）                  |
| TBS系列 平日12:00枠                                        |                                                                         |                                                            |
| あんたが出番!面白Q ↓ ヒット歌謡大全集                      | 貴女も社長ハイ&ロー ↓ 社長かヒラか!ハイ&ロー （1984年10月 - 1985年7月） | わくわくネットワーク・EXPOスクランブル                     |